# Косієр-Село
45°12′ пн. ш. 15°35′ сх. д. / 45.20° пн. ш. 15.58° сх. д.
Косієр-Село (хорв. Kosijer Selo) — населений пункт у Хорватії, у Карловацькій жупанії у складі міста Слунь.

## Населення
Населення за даними перепису 2011 року становило 5 осіб.
Динаміка чисельності населення поселення: